# Cimetière Nord de Béthune

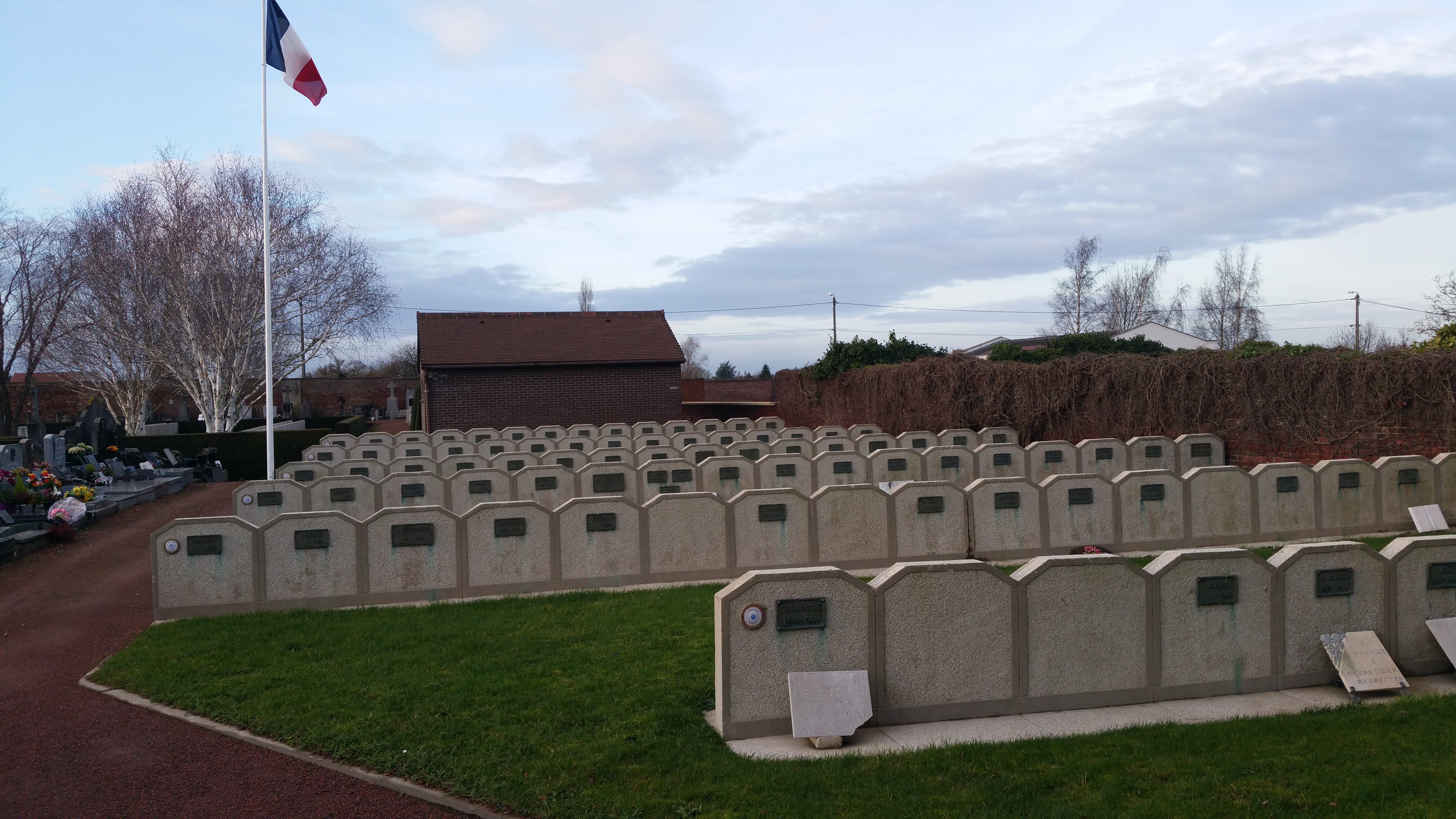
Carré regroupant des victimes civiles des deux guerres mondiales

Le cimetière Nord est un des trois cimetières municipaux de la ville de Béthune dans le Pas-de-Calais. Les autres cimetières sont le cimetière Sud et le cimetière de la Pierrette. Il se trouve place du Général-de-Gaulle.

## Histoire et description
Ce grand cimetière plat et sans arbre paraît fort monotone à première vue, avec son gravier rouge et ses allées asphaltées, mais néanmoins quelques sépultures anciennes dont beaucoup sont en pierre presque noire attirent l'attention. Certaines font référence à la confrérie de Saint-Éloi, association charitable dédiée à l'organisation des funérailles dans la région depuis le Moyen Âge. Le monument de l'aviateur militaire César Viez mort en 1919 est l'un des plus remarquables du cimetière avec sa pleureuse, ainsi que l'imposant sarcophage de la famille Brasier. La tombe de l'aviateur Adrien Quilico tombé en 1940 à vingt-trois ans montre une aile. La sépulture collective des sœurs franciscaines de Calais se trouve contre un mur de briques rouges, les tombes les plus récentes de celles-ci sont marquées d'une simple croix de bois parfois à l'abandon. Certains tombeaux montrent des mosaïques et des céramiques de la fin du XIXe siècle. La plupart des chapelles familiales ont été démolies en 2016. Celle de la famille de Bailliencourt dit Courcol est encore debout.
Le cimetière possède un grand carré militaire comprenant aussi des tombes de soldats britanniques. Un monument rappelle la mémoire des victimes du bombardement allié du 27 avril 1944, pour la plupart des cheminots du dépôt béthunois de chemin de fer. Il existe depuis les années 2010 un carré musulman et un jardin du souvenir. Une borne interactive oriente les visiteurs à l'entrée.

## Personnalités inhumées
- Jules Appourchaux (1896-1951), avocat, député
- Eugène Haunaut (1844-1891), maire de Béthune et député
- Alexandre Morel (1876-1929), maire de Béthune (buste)
- Sépulture des architectes Sarrut

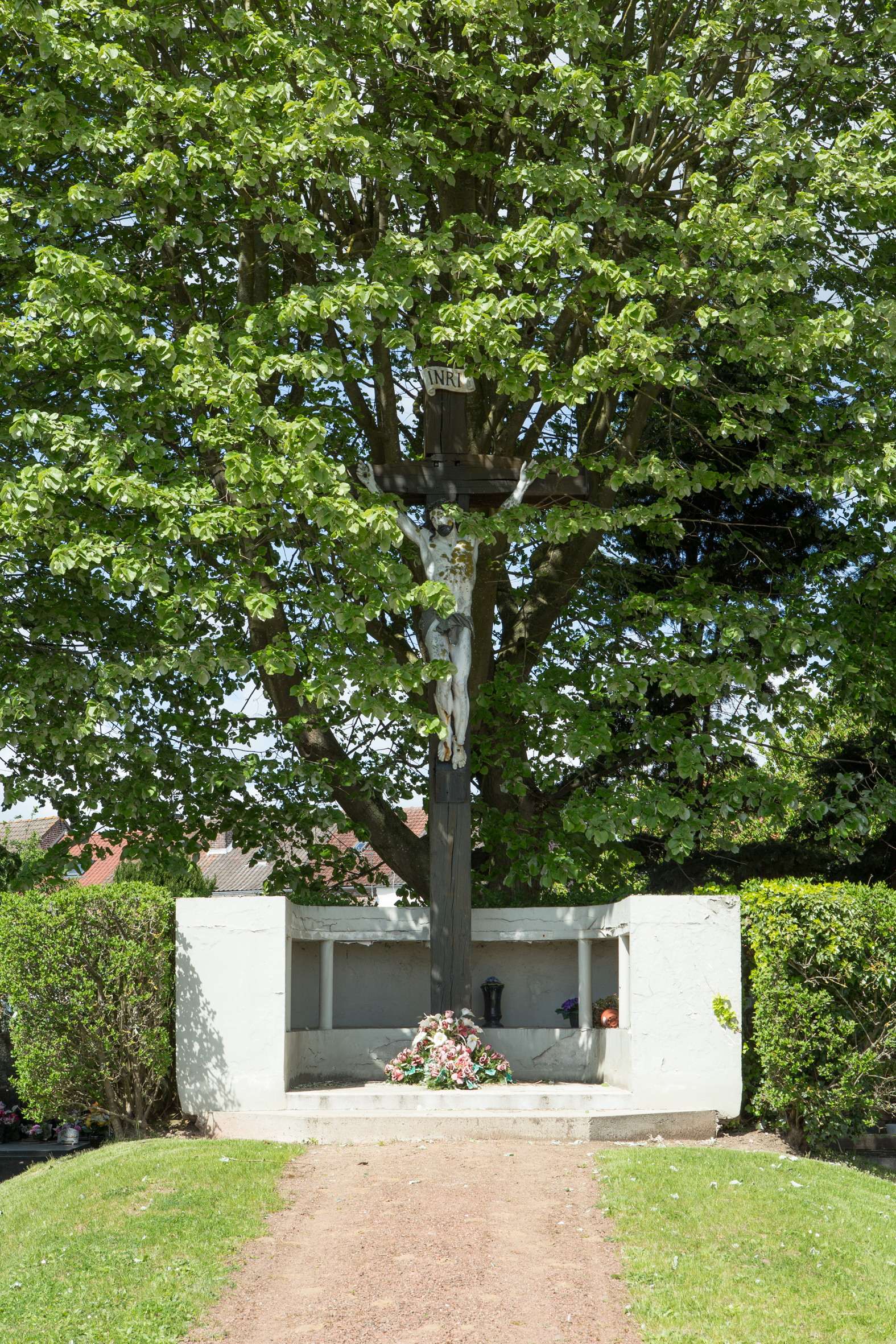
Croix de calvaire
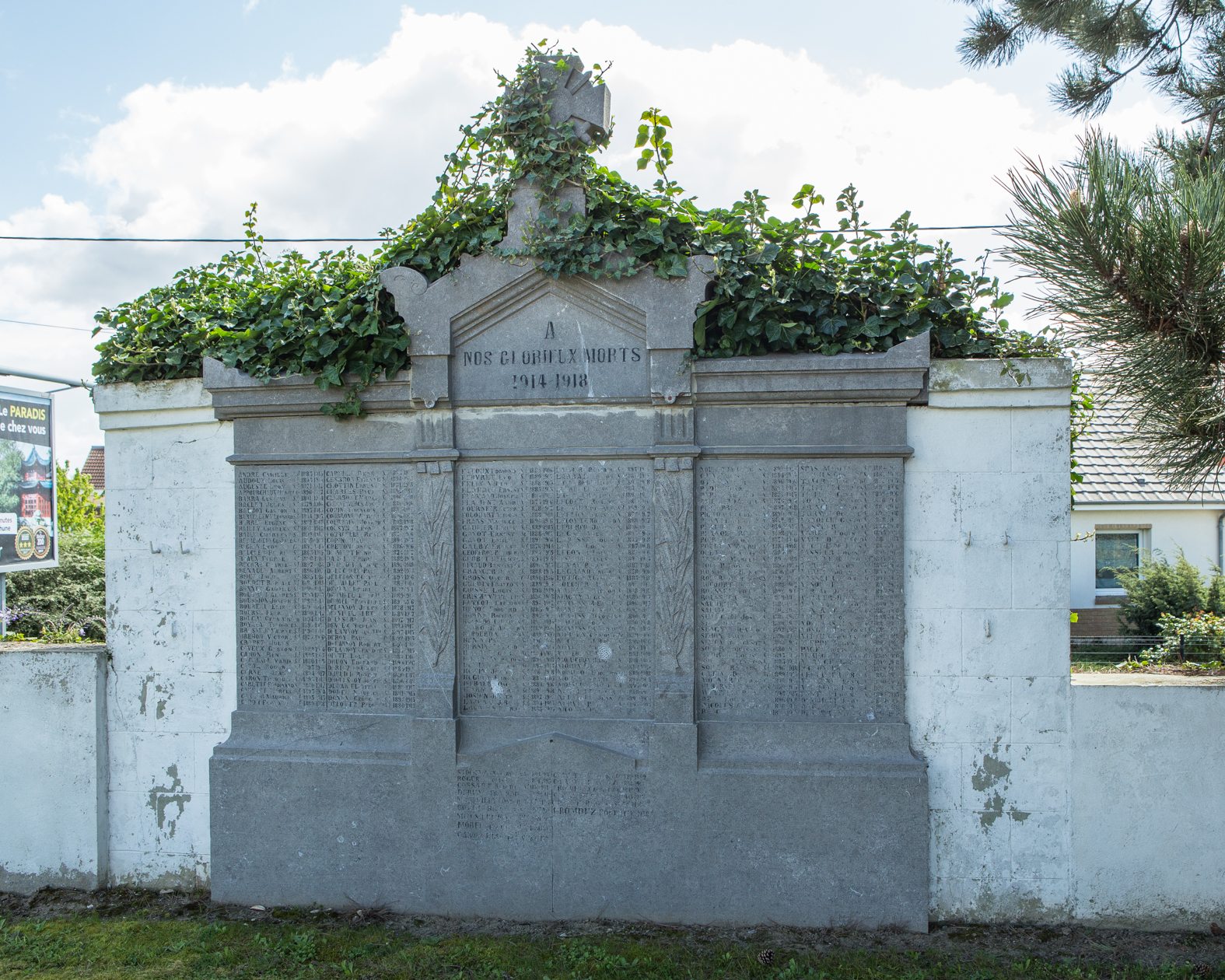
Monument aux morts de la guerre 1914-1918
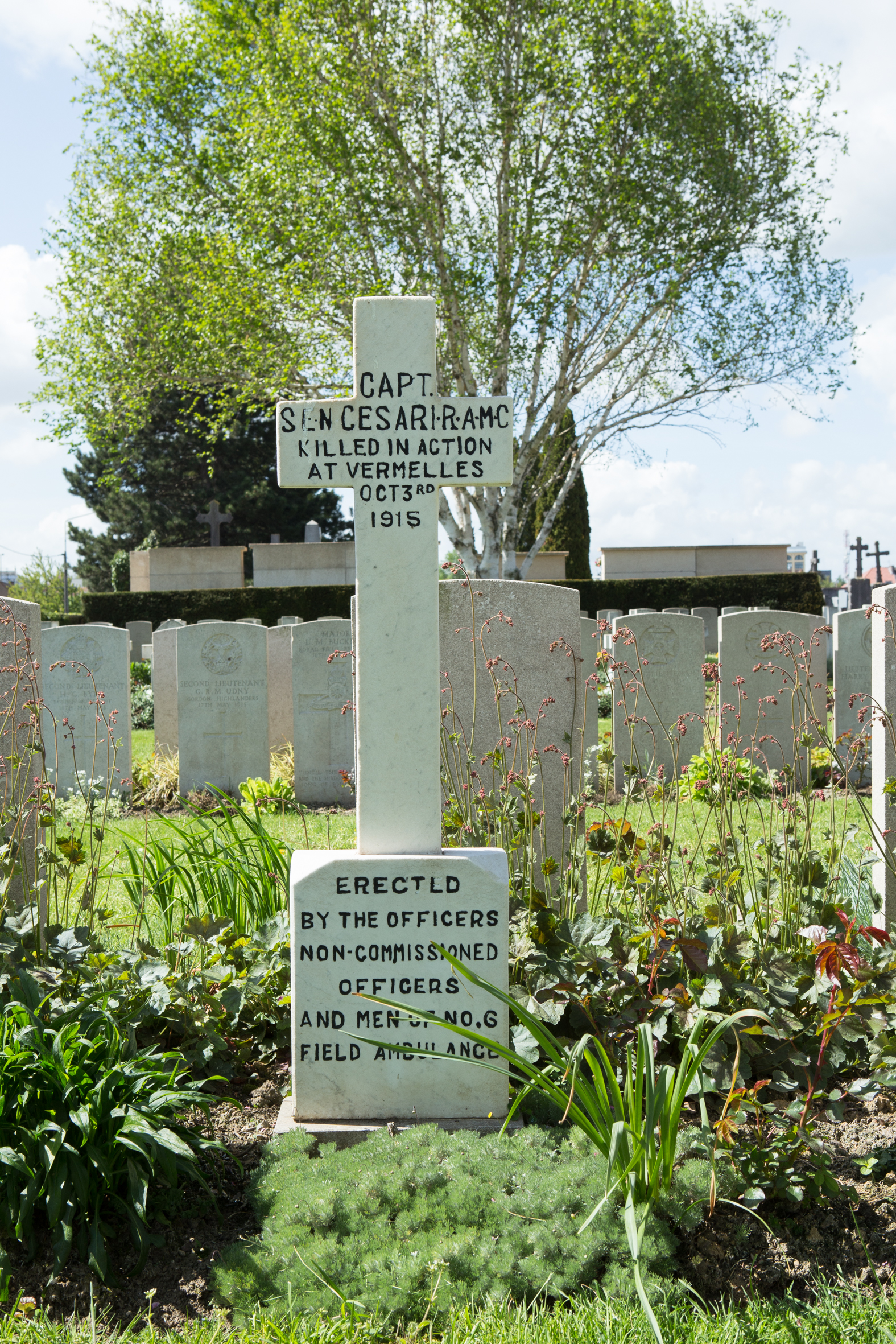
Carré militaire britannique
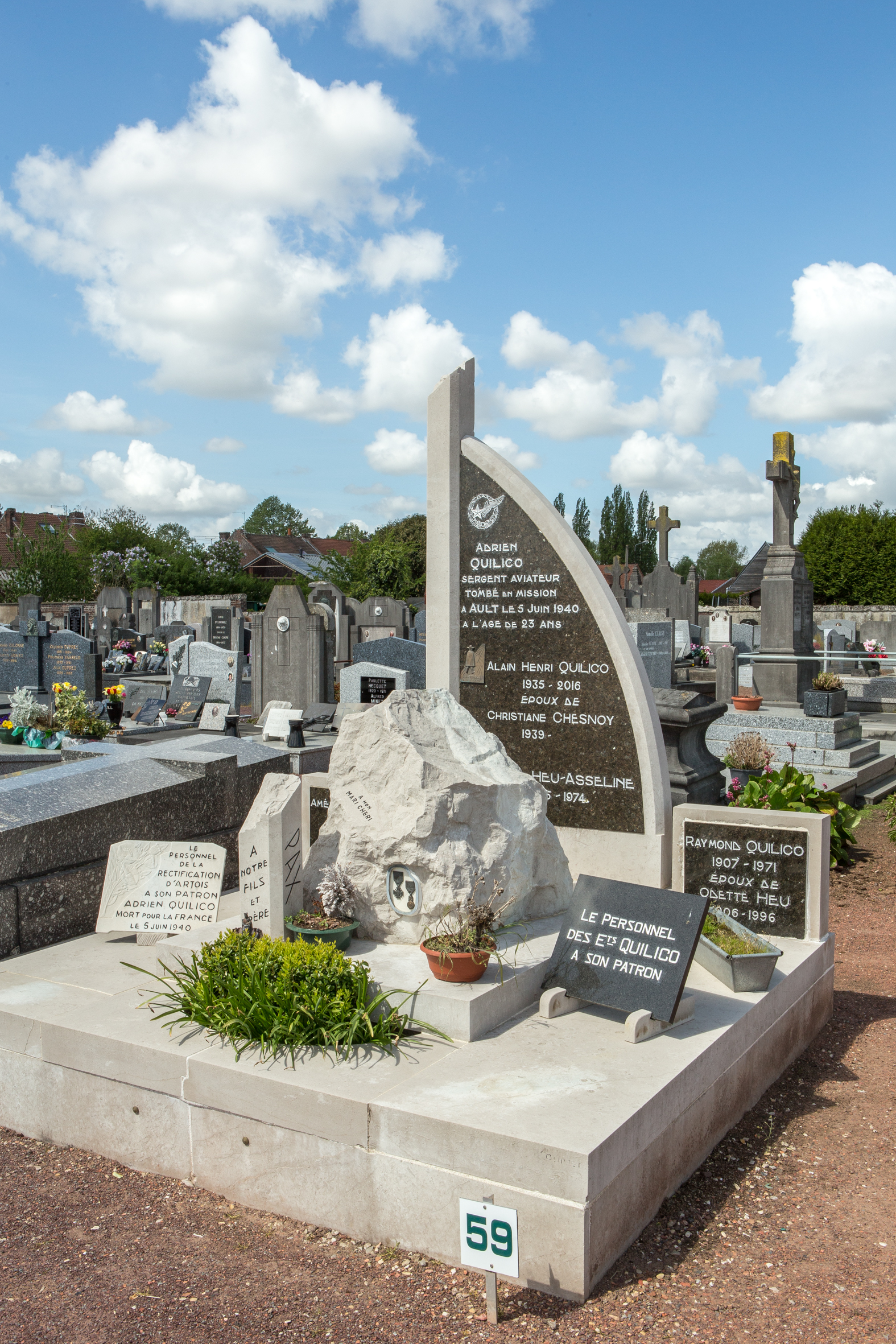
Tombe Quilico